# 42nd Street Line
La 42nd Street Line i la 42nd Street Shuttle és una línia i servei de tipus llançadora del Metro de Nova York, als Estats Units d'Amèrica. Existeixen tres rutes llançadora, totes força curtes i simbolitzades amb la lletra S. A diferència d'altres serveis del Metro de Nova York, aquesta línia és subterrània en tot el seu recorregut.
La llançadora de Rockaway Park enllaça les estacions de Times Square-42nd Street i Grand Central-42nd Street.